# NetLogo

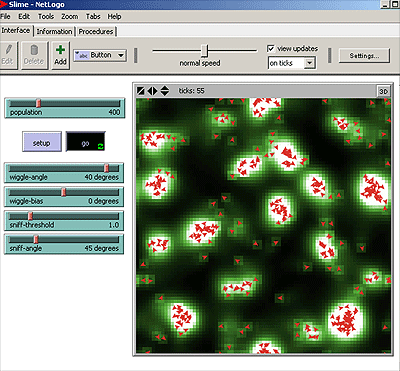
Przykładowy model NetLogo

NetLogo – język programowania i zintegrowane środowisko modelowania matematycznego, zaprojektowane na bazie języka Logo.
Jego twórcy kierowali się zasadą niski próg i brak sufitu: język ma umożliwić łatwą pracę nowicjuszom, a jednocześnie sprostać potrzebom zaawansowanych użytkowników.
Wbudowano w niego obszerną bibliotekę modeli z różnych dziedzin, takich jak ekonomia, biologia, fizyka, chemia, psychologia. NetLogo jest wykorzystywane także w celach edukacyjnych.
Środowisko NetLogo pozwala na badanie zjawiska emergencji. Nadaje się również do modelowania złożonych systemów rozwijających się wraz z upływem czasu. Modelujący (programista) może dać instrukcje setkom czy tysiącom niezależnych, działających jednocześnie agentów. Daje to możliwość zbadania związku pomiędzy zachowaniem pojedynczych osobników i prawidłowości wynikających z interakcji pomiędzy nimi.
NetLogo ma tysiące aktywnych użytkowników. Jest dostępne bezpłatnie ze strony NetLogo.
Autorem NetLogo jest Juri Wilenski.